# Daymé Arocena
Daymé Arocena (* 4. Februar 1992 in Havanna, Kuba) ist eine afrokubanische Jazz-Sängerin. Ihr musikalisches Wirken ist stark beeinflusst von ihrer Santería-Religion der Yoruba.

## Leben und Wirken
Daymé Arocena wuchs in Havannas zentralem Stadtteil Santos Suárez des Stadtbezirks Diez de Octubre in relativ prekären Verhältnissen auf. Es lebten 14 Personen in zwei Zimmern. Angespornt durch ihre Familie begann sie schon in jungen Jahren mit dem Singen und kam mit diversen kubanischen musikalischen Traditionen in Berührung: von Santería-Gesängen bis hin zu Rumba oder Mambo. Im Alter von neun Jahren trat sie Havannas Musik-Konservatoriums bei, wo sie Klavier und Chorleitung erlernte. Einen großen Einfluss auf ihr künstlerisches Wirken bildete ihr afrokubanisches Erbe, zudem auch ihre Tätigkeit als Santería-Priesterin gehört. Zwischen ihrer Religion und ihrer Kunst gäbe es keinen Unterschied, meint sie.
Arocena wurde zunächst als Sängerin der Gruppe Maqueque bekannt, die mit der Flötistin Jane Bunnett auftrat und das Album Jane Bunnett and Maqueque veröffentlichte, das 2015 mit dem Juno Award/Jazz Album of the Year – Group ausgezeichnet wurde. Auch auf den Folgealben Oddara, welches 2018 für den Grammy als bestes Latin-Jazz-Album nominiert wurde, On Firm Ground / Tierra Firme und Diez Años wirkte sie mit.
Mit ihrem Debütalbum Nueva Era (deutsch „neues Zeitalter“), das 2015 erschien, erlangte sie internationale Aufmerksamkeit. Auf ihm war eine Mischung aus Jazz-Improvisationen mit kubanischen Rhythmen und spirituellen Untertönen zu hören. Es wurden Vergleiche mit großen Künstlerinnen wie Celia Cruz oder Nina Simone gezogen. Danach steigerte sie ihre Popularität, indem sie auf zahlreichen internationalen Festivals auftrat, darunter das Montreux Jazz Festival, das Montreal International Jazz Festival und das North Sea Jazz Festival. 
Nachdem Arocena aus politischen Gründen aus Kuba migrierte, sie fühlte sich in Kuba vor allem aus rassistischen Gründen als Schwarze nicht vollständig ernst genommen, und seit 2019 einige Zeit in Kanada verbracht hatte, ließ sie sich in Puerto Rico nieder, wo sie mit Eduardo Cabra („Visitante“) von der puerto-ricanischen Band Calle 13 zusammenarbeiten wollte. Dort entdeckte sie eigenen Angaben zufolge ihre karibische Identität. Sie fühle sich dort fast wie in Kuba, so ähnlich seien sich die beiden Inseln und ihre Leute.  Sie lernte, auch mit lokalen Künstlern wie Bad Bunny, ihre Musik zeitgemäßer zu gestalten. Weiterhin ist sie auf Alben von Roberto Fonseca, Izaro und Michael Feinberg zu hören.
Für das Lied A Fuego Lento (deutsch: Bei schwacher Hitze), enthalten auf dem 2024 erschienen Album Alkemi (Alchemie), wurde sie für den Latin Grammy als „Bester Song“ nominiert. Sie produzierte das Album zusammen mit Eduardo Cabra.

## Diskografie

### Alben
- Nueva Era (2015)
- One Takes (2016)
- Cubafonía (2017)
- Sonocardiogram (2019)
- Alkemi (2024)

### Singles und EPs
- The Havana Cultura Sessions (EP, 2015)
- Stuck (2015)
- Don't Unplug My Body (2015)
- Madres Remixes (2015)
- Como / Eleggua (Esa Remixes) (mit Esa Williams, 2017)
- Trilogía (2019)
- Dançar e Voar (2022)
- Para Mover Los Pies (2023)
- Suave y Pegao (feat. Rafa Pabön, 2023)

## Einzelbelege
1. 1 2  Daymé Arocena: "Salir de Cuba es como entrar en una máquina del tiempo. Salir de los años 60 y montarse directamente en el presente". In: BBC. 17. Februar 2025, abgerufen am 14. März 2025 (spanisch).
2. 1 2  Daymé Arocena: A Rising Star in Global Jazz and Afro-Cuban Music. In: Beach City Radio. 5. Oktober 2024, abgerufen am 8. März 2025 (englisch).
3. ↑  Jane Bunnett & Maqueque Win 2015 Juno. In: latinjazznet.com. 18. März 2015, abgerufen am 8. März 2025 (englisch).
4. ↑  Dayme Arocena. Grammy Awards, abgerufen am 8. März 2025 (englisch).
5. ↑  Daymé Arocena: "Me descubrí caribeña en Puerto Rico". In: Sabor Coco. 17. Juli 2024, abgerufen am 8. März 2025 (spanisch).
6. 1 2  How Daymé Arocena left Cuba and found a freeing new sound in Afro-Caribbean pop. In: National Public Radio. 1. März 2024, abgerufen am 8. März 2025 (englisch).
7. ↑  Daymé Arocena has been nominated for Latin Grammy “Song of the Year”. In: Brownswood Recordings. Abgerufen am 8. März 2025 (englisch).

| Personendaten    | Personendaten                |
| ---------------- | ---------------------------- |
| NAME             | Arocena, Daymé               |
| KURZBESCHREIBUNG | afrokubanische Jazz-Sängerin |
| GEBURTSDATUM     | 4. Februar 1992              |
| GEBURTSORT       | Havanna, Kuba                |